# غديني
غديني قرية سوريّة تتبع إداريّاً لمحافظة حلب منطقة منبج ناحية خفسة، بلغ تعداد سكانها (638) نسمة حسب التعداد السكاني لعام 2004.